# Танках
Танках (исп. Tancah) — город цивилизации майя. Находится на территории современного мексиканского штата Кинтана-Роо, в нескольких километрах от Тулума.
Первые здания Танкаха были возведены в поздний классический и на ранней стадии постклассического периода (около 770—1200 гг. н. э.), некоторые — в последующие два столетия. На многих позднеклассических зданиях обнаружены настенные фрески, которые по своему стилю напоминают картинки Мадридского кодекса, хранящегося в настоящее время в Мадриде.